# مسدس الكرونوغراف
مسدس الكرونوغراف هو جهاز قياس يٌستخدم للقياس لقياس السرعة المتجهة للقذيفة عند التحليق, عادة الإطلاق من المسدس أو أي سلاح آخر. الجهاز مفيد غالباً للمهام مثل قياس الفائدة من السلاح الناري أو أمان إطلاقات القذائف الغير القاتلة من أدواة مثل بندقية كرات الطلاء.